# Feacios

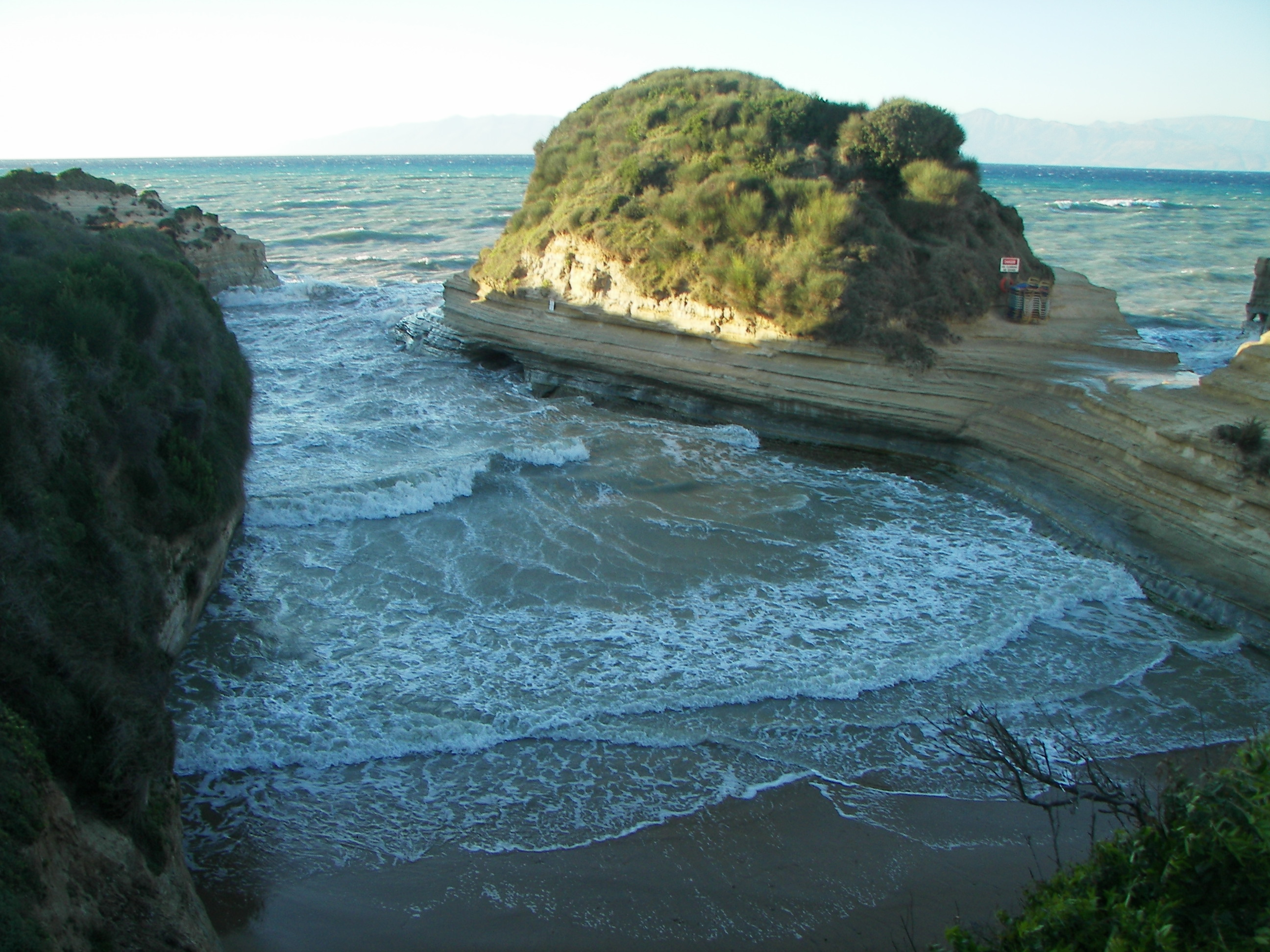
Probablemente la Isla de Esqueria sea la actual Corfú

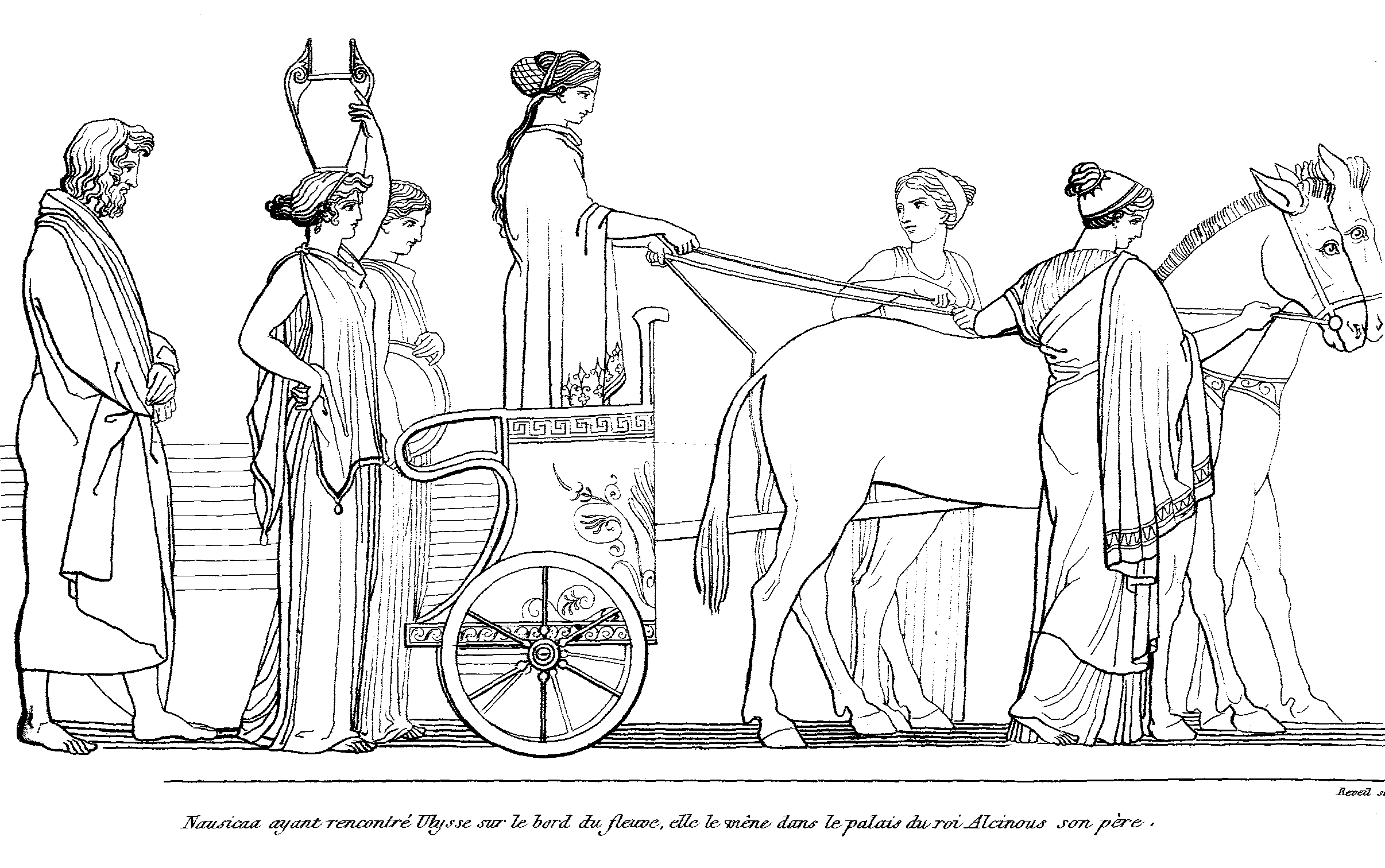
Nausícaa conduce a Odiseo a palacio.

Los feacios  (griego: Φαίακες; latín: Phaeaces) son un pueblo mítico de la Isla de Esqueria (Σχερίη o Σχερία, en griego), probablemente la actual Corfú o bien la isla de Creta, según el autor del relato a Alcínoo.
Este pueblo es parte esencial en la Odisea por haber acogido a Odiseo poco antes de su regreso a Ítaca. De hecho, la estancia de Odiseo en la tierra de los feacios ocupa una gran parte de la Odisea, pues durante esa estancia el autor del poema inserta el relato de las desventuras anteriores de Odiseo.
Tras partir en una balsa de Ogigia, la isla de la ninfa Calipso, Odiseo naufraga en una nueva isla, Esqueria, y es encontrado por Nausícaa que lo lleva ante su padre el rey Alcínoo. Este lo recogerá, oirá su historia y le ayudará a regresar a su patria poniendo a su disposición un barco con toda su tripulación. 
Poseidón, molesto por la ayuda prestada a Odiseo, pide castigo a Zeus quien, en el viaje de regreso, convierte la nave de los feacios en una inmensa roca frente al puerto.
El nombre de feacios pudo ser el nombre que Homero le dio a los habitantes de la isla de Creta, ya que:

...no hay hombre sobre la tierra, ni nunca lo habrá, que se atreva a posar un pie hostil en tierra de Feacia. Los dioses nos quieren demasiado para permitirlo. Lejos de todo se encuentra esta patria nuestra, batida por el mar; somos la vanguardia de la humanidad y ningún pueblo tiene contacto con nosotros.
Odisea, VI, 200-203.

Más adelante, en otro pasaje, se encuentran las siguientes palabras:

Porque los feacios no se interesan por arcos ni carcajes, sino que dedican sus energías a los mástiles y los remos, y a las bellas embarcaciones que gustan de navegar por los mares cubiertos de espuma.
Odisea, VI, 270-272.

Este pueblo también había acogido previamente a Jasón y Medea, que se casaron en esa tierra.